# 2007–2008-as EHF-kupa

## Férfiak
Az EHF-kupa 2007-08 a 27. Európai Kupasorozat volt, a 15. a jelenlegi formájában. A bajnoki címet a német HSG Nordhorn szerezte meg, miután a döntőben a dán FC Köbehavn együttesét legyőzte.
Két magyar csapat is indult a kupasorozatban, a Dunaferr SE magyar bajnoki harmadikként, az DVSC-Airport Debrecenen pedig magyar bajnoki negyedikként vehetett részt a küzdelmekben. A Dunaferr SE a nyolcaddöntőben esett ki miután a spanyol CAI BM Aragón együttese legyőzte. A DVSC-Airport Debrecen pedig a selejtezők harmadik szakaszában esett ki, miután kikapott az orosz SKIF-Krasnodar gárdától.

### 1. selejtezőkör
A mérkőzéseket augusztus 29-én, szeptember 1-jén, 2-án, 8-án, illetve szeptember 2-án, 8-án, 9-én rendezték.
| 1. csapat                 | Össz. | 2. csapat                        | 1. mérk. | 2. mérk. |
| ------------------------- | ----- | -------------------------------- | -------- | -------- |
| HC "Lovcen"-Cetinje       | 64–65 | HB Dudelandge                    | 30–30    | 34–35    |
| United HC Tongeren        | 46–55 | HV KRAS/Volendam                 | 28–29    | 18–26    |
| HC "Sutjeska" Niksic      | 48–59 | HC "Bosna" Visoko                | 21–21    | 27–38    |
| MSK Povazska Bystrica     | 68–39 | H/C "Tbilisi"                    | 33–25    | 35–14    |
| GTU Shevardeni-Telavi     | 40–53 | HC Vilnius                       | 18–30    | 22–23    |
| KH BESA Famiglia-Pejä     | 51–60 | Mersin Yenisehir BSK             | 20–25    | 31–35    |
| HC Dobrudja - Dobrich     | 55–67 | HC Lokomotiv Metaleks Bild Varna | 23–28    | 32–39    |
| Youth Union SPE Strovolos | 42–71 | HC Dukla Prága                   | 24–36    | 18–35    |

### Nyolcaddöntő
| Csapat                 | Összesítés | Csapat                      | 1. meccs | 2. meccs |
| ---------------------- | ---------- | --------------------------- | -------- | -------- |
| "Kaustik" Volgograd    | 47-48      | Dunkerque HB Grand Littoral | 25-24    | 22-24    |
| HSG Nordhorn           | 70-56      | SKIF-Krasnodar              | 35-25    | 35-31    |
| HC Metalurg-Skopje     | 54-53      | Franklin BM. Granollers     | 29-26    | 25-27    |
| RK Cimos Koper         | 62-53      | TBV Lemgo                   | 34-29    | 28-24    |
| Dunaferr SE            | 53-66      | CAI BM. Aragon              | 29-30    | 24-36    |
| Italgest Casarano      | 63-64      | HC Portovik Yuzhny          | 35-31    | 28-33    |
| Chambery Savoie HB     | 70-54      | KS Vive Kielce              | 42-22    | 28-32    |
| RK Osijek Elektromodul | 41-67      | FCK Handbold A/S Kopenhagen | 17-35    | 24-32    |

### Negyeddöntő
| Csapat                      | Összesítés | Csapat                     | 1. meccs | 2. meccs |
| --------------------------- | ---------- | -------------------------- | -------- | -------- |
| HSG Nordhorn                | 72-60      | HC Portovik Yuzhny         | 39-32    | 33-28    |
| Dunkerque HB Grand Littoral | 50-71      | FCK Handbold A/S Köbenhavn | 24-34    | 26-37    |
| Chambery Savoie HB          | 60-61      | CAI BM. Aragon             | 33-30    | 27-31    |
| HC Metalurg-Skopje          | 46-55      | RK Cimos Koper             | 27-24    | 19-31    |

### Elődöntő
| Csapat         | Összesítés | Csapat                     | 1. meccs | 2. meccs |
| -------------- | ---------- | -------------------------- | -------- | -------- |
| RC Cimos Koper | 64-71      | FCK Handbold A/S Köbenhavn | 30-35    | 34-36    |
| CAI BM. Aragon | 56-64      | HSG Nordhorn               | 26-25    | 30-39    |

### Döntő
| Csapat       | Összesítés | Csapat                     | 1. meccs | 2. meccs |
| ------------ | ---------- | -------------------------- | -------- | -------- |
| HSG Nordhorn | 60-57      | FCK Handbold A/S Köbenhavn | 31-27    | 29-30    |

## Nők
Az EHF-kupa 2007-08 a 27. Európai Kupasorozat volt, a 15. a jelenlegi formájában. A bajnoki címet az orosz HC Dinamo Volgograd szerezte meg, miután a döntőben a spanyol Itxako-Navarra együttesét győzte le.
Két magyar csapat is indult a kupasorozatban, a Dunaferr NK magyar bajnoki harmadikként, az Cornexi-Alcoa-Auto-Bahn pedig magyar bajnoki negyedikként vehetett részt a küzdelmekben. A Dunaferr NK az elődöntőben esett ki miután a spanyol Itxako-Navarra együttese győzte le. A Cornexi-Alcoa-Auto-Bahn pedig a nyolcaddöntőben esett ki miután kikapott attól a gárdától aki a Dunaferr NK verte az elődöntőben.

### 1. selejtezőkör
A mérkőzéseket augusztus 31-én, szeptember 1-jén, 7-én, illetve szeptember 2-án, 9-én rendezték.
| 1. csapat                        | Össz. | 2. csapat              | 1. mérk. | 2. mérk. |
| -------------------------------- | ----- | ---------------------- | -------- | -------- |
| HC Lokomotiv Metaleks Bild Varna | 60–68 | Spono Nottwil Handball | 28–32    | 32–36    |
| CHEV Handball Diekirch           | 41–57 | Garadag HC Baku        | 17–28    | 24–29    |
| WHC "Niksic"                     | 49–48 | Stjornan               | 26–20    | 23–28    |

### Nyolcaddöntő
| Csapat                       | Összesítés | Csapat                    | 1. meccs | 2. meccs |
| ---------------------------- | ---------- | ------------------------- | -------- | -------- |
| SC "Galytchanka" Lviv        | 48-58      | Byasen HB Elite Trondheim | 26-27    | 22-31    |
| HC "Motor" Zaporozhye        | 43-50      | Orsan Elda Prestigio      | 25-22    | 18-28    |
| Itxako-Navarra               | 53-47      | Cornexi-Alcoa-Auto-Bahn   | 27-21    | 26-26    |
| Ikast Bording Elite Handbold | 66-52      | Milli Piyango SK          | 36-22    | 30-30    |
| "Dinamo Petrohemija" Pancevo | 51-59      | HB Metz Moselle Lorraine  | 24-29    | 27-30    |
| HC Dinamo Volgograd          | 56-51      | IUVENTA Michalovce        | 29-20    | 27-31    |
| ZRK "Knjaz Milos"            | 53-83      | Dunaferr NK               | 29-43    | 24-40    |
| U.S. Mios Biganos HB         | 53-55      | SPR SAFO Lublin           | 26-26    | 27-29    |

### Negyeddöntő
| Csapat                       | Összesítés | Csapat               | 1. meccs | 2. meccs |
| ---------------------------- | ---------- | -------------------- | -------- | -------- |
| HC Dinamo Volgograd          | 59-52      | SPR SAFO Lublin      | 30-20    | 29-32    |
| Byasen HB Elite Trondheim    | 57-60      | Dunaferr NK          | 29-28    | 28-32    |
| HB Metz Moselle Lorraine     | 48-48      | Itxako-Navarra       | 28-28    | 20-20    |
| Ikast Bording Elite Handbold | 58-54      | Orsan Elda Prestigio | 32-31    | 26-23    |

### Elődöntő
| Csapat                       | Összesítés | Csapat              | 1. meccs | 2. meccs |
| ---------------------------- | ---------- | ------------------- | -------- | -------- |
| Dunaferr NK                  | 49-51      | Itxako-Navarra      | 27-23    | 22-28    |
| Ikast Bording Elite Handbold | 65-70      | HC Dinamo Volgograd | 37-31    | 28-39    |

### Döntő
| Csapat              | Összesítés | Csapat         | 1. meccs | 2. meccs |
| ------------------- | ---------- | -------------- | -------- | -------- |
| HC Dinamo Volgograd | 50-45      | Itxako-Navarra | 27-25    | 23-20    |